# Heterobasidion annosum
Heterobasidion annosum è un fungo basidiomicete non commestibile e parassita delle piante. Attacca il genere Pinus, a differenza di Heterobasidon abietinum che attacca il genere Abies, e Heterobasidon parviporum che attacca il genere Picea.  Attraverso una infezione lenta (20-25 anni), toglie grandi quantità di superficie di appoggio alla sezione, fino a che la parte sana non sarà più in grado di sorreggere la porzione di fusto superiore, prendendo la tipica conformazione spanciata (allungata alla base). Molto utile per l'identificazione del fungo, corredata spesso dalla presenza del corpo fruttifero biancastro.
Non esistono antiparassitari efficaci contro Heterobasidon, l'unica soluzione è quella di eradicare gli individui malati, isolando le radici del parassita ed asportando anche parte di quelle apparentemente sani, in quanto potrebbero già essere stati infettate senza mostrare ancora sintomi.